# Songhaica
Genre
Songhaica est un genre de collemboles de la famille des Sminthuridae.

## Liste des espèces
Selon Checklist of the Collembola of the World (version du 18 août 2019) :
- Songhaica adoracionae Palacios-Vargas, Cuéllar & Vázquez, 1999
- Songhaica nigeriana Lasebikan, Betsch & Dallai, 1980
- Songhaica soqotrana Bretfeld, 2005
- Songhaica stylifer (Murphy, 1960)

## Publication originale
- Lasebikan, Betsch & Dallai, 1980 : A new genus of Symphypleona (Collembola) from west Africa. Systematic Entomology, vol. 5, no 2, p. 179-183.